# Iulia Motoc
Pour les articles homonymes, voir Motoc.
Iulia Antoanella Motoc, née le 20 août 1967 à Timișoara, est une juge et une experte en droit international roumaine. Elle est actuellement juge (en) à la Cour européenne des droits de l'homme et professeure à l'université de Bucarest.

## Biographie
Avant de commencer son mandat à la Cour, elle a été juge à la Cour constitutionnelle de Roumanie de 2010 à 2013. Motoc a également été rapporteuse spéciale des Nations unies pour la République démocratique du Congo et elle a présidé plusieurs groupes d'experts internationaux et a été vice-présidente du Comité des Droits de l'Homme des Nations Unies. Le 1er octobre 2013, l'Assemblée parlementaire du Conseil de l'Europe a élu Motoc juge à la Cour européenne des droits de l'homme de la part de la Roumanie. Elle a obtenu la majorité absolue des votes exprimés par les parlementaires. Son mandat de neuf ans a commencé le 18 décembre 2013. En août 2021, elle a été élue membre de l'Institut de droit international. Le 28 mars 2023, à la suite d'un processus de sélection, elle a été choisie par le gouvernement roumain pour être la candidate de la Roumanie au poste de juge (en) à la Cour pénale internationale,
Iulia Motoc a commencé son mandat en tant que juge à la Cour européenne des droits de l'homme (en) le 18 décembre 2013. En 2022, son avis dissident dans l'affaire N. c. Roumanie a été élu meilleur avis distinct de l'année 2021 par le blog Strasbourg Observers.